# Ravenel (chalutier)
Pour l’article homonyme, voir Ravenel.
Le Ravenel est un chalutier français lancé en 1961 et disparu le 29 janvier 1962 au large de Saint-Pierre-et-Miquelon, causant la mort de quinze personnes. L'épave du chalutier est repérée en mai 2025 à 7 milles marins du port de Saint-Pierre.

## Disparition
Appartenant à la Société de pêche et de congélation (SPEC) de Saint-Pierre-et-Miquelon, le Ravenel est construit dans les chantiers navals de Saint-Malo en 1961,.
Le 29 janvier 1962, lors de sa deuxième campagne de pêche, il disparaît sans envoyer de message de détresse au large de Saint-Pierre-et-Miquelon avec quinze personnes à son bord : quatorze membres d'équipage et un photographe, entre 21 et 35 ans,. Après une semaine de recherche, le bateau est déclaré perdu corps et biens, le 3 février. Seuls quelques débris, une bouée, une botte, un ciré et une porte de timonerie sont retrouvés échoués sur une plage de Terre-Neuve.
Véritable traumatisme dans l'archipel, il fait l'objet de nombreuses supputations sur l'endroit de son naufrage. Un timbre commémoratif existe également.
Aux premiers jours de l'été, lors de la fête des marins, une procession religieuse sort de la cathédrale de Saint-Pierre et voit défiler plusieurs maquettes de navires disparus dont le Ravenel, pour rendre hommage aux marins disparus de l'archipel,,.

## Recherches et découverte
De 2008 à 2017, plusieurs prospections sont menées de manière personnelle par Bernard Decré, dans les eaux saint-pierraises dans le but de retrouver l'épave de l'avion L'Oiseau blanc de Nungesser et Coli, disparus lors de la première tentative de traversée de l'Atlantique nord, et celle du Ravenel. Malgré le soutien de la Marine nationale, le chalutier n'a pas pu être localisé. 
Environ 60 ans après la disparition, le 23 mai 2021, les premières recherches organisées par l’État français et le DRASSM, appuyées par la ministre de la Mer Annick Girardin, débutent avec le DriX, un drone marin autonome de la société française iXblue, pour une durée d'un mois,. Les anomalies détectées par DriX sont inspectées plus tard, jusqu'à la fin de l'été, par le robot caméra téléguidé ROV du drassm, qui peut plonger jusqu'à 100 mètres de profondeur,. Cette mission menée par le DRASSM et son ancien directeur Michel L'hour alors en retraite ont emmené les archéologues sur les cotes de Terre-neuve et de Miquelon jusqu'à la maison de retraite de St Malo sans plus de succès que les précédentes.    	
En mai 2025, lors de la mission scientifique SEAMAP menée par le CNRS à partir du navire de pêche de Karl Beaupertuis, marin pêcheur local, et suite aux indications de ce dernier qui affirmait depuis de nombreuses années qu'il était persuadé d'avoir trouvé le RAVENEL une épave de dimension correspondant au Ravenel est détectée au large de Saint-Pierre-et-Miquelon. L'ancien capitaine Karl Beaupertuis, et Laurent Chauvaud, directeur de recherches au CNRS, décrivent une épave posée sur un fond de sable au sud-est de l’archipel.   	
L'épave du Ravenel est formellement identifiée le 10 juin 2025 par le chasseur d'épave Bertrand Sciboz,  et une équipe du CERES accompagné de Karl Beaupertuis le découvreur à l'aide d'un robot sous-marin de type ROV à bord du baliseur "P'tit Saint Pierre".
A l'issue, la collectivité territoriale de St Pierre et Miquelon demande à Bertrand Sciboz de réaliser un cours métrage de l’expédition, qui explique les points de comparaisons qui ont permis d'identifier formellement le Ravenel ainsi que l’histoire de Karl qui a permis de retrouver le chalutier perdu.
Bertrand Sciboz et Karl Beaupertuis découvrent rapidement que l'épave repose exactement sur la route estimée du chalutier et effectivement prise lors de son retour vers Saint-Pierre avant de disparaitre.
L'épave repose sur un fond de cailloutis à 13 km dans le sud-est du port de Saint-Pierre, par 124 mètres de fond.

### Reportage
Un reportage sur l'énigme de la disparition du chalutier, réalisé en novembre 2021 par  Marion Banchais, Jérôme Mars et Oktay Sengul, est diffusé sur France 2 dans le magazine 13h15 le Samedi présenté par Laurent Delahousse en août.
La mission CERES d'identification et relocalisation de l'épave du RAVENEL à fait l'objet d'un documentaire diffusé par la Collectivité Territoriale de Saint-Pierre et Miquelon